# Feels Like Another One
Feels Like Another One è un singolo scritto ed inciso nel 1991 dalla cantante Patti LaBelle e tratto dall'album Burnin'.
Il brano, di stile new jack swing, fu il titolo principale dall'undicesimo album da solista di Patti LaBelle e vantava la presenza del rapper Big Daddy Kane. Il brano divenne un successo nella classifica R&B, tanto da arrivare al numero 3 della chart USA Hot R&B/Hip-Hop Songs.
Il video della canzone fu girato all'Apollo Theater di New York e lo stesso B. D. Kane è presente, indossando uno smoking. La canzone fu di aiuto all'album, il quale vinse il disco d'oro.